# Гіпернатріємія
Гіпернатріємія — підвищення рівня натрію у плазмі крові більше ніж 145 мЕкв/л. Як правило, гіпернатріємія не виникає внаслідок підвищення рівня натрію в крові. Дане явище частіше пов'язане з недостатньою кількістю води в організмі. З цієї причини гіпернатріємія часто супроводжується зневодненням.
Втрата води організмом відбувається внаслідок багатьох процесів: потовиділення, дихання, сечовиділення, дефекація. Рідше гіпернатріємія виникає внаслідок споживання надмірної кількості солі разом з їжею, відсутності доступу до води або порушенням механізмів спраги. Якщо рівень гідратації організму не підтримується на певному рівні, концентрація іонів натрію у плазмі крові підвищується, що приводить до гіпернатріємії. 
Зазвичай навіть невелике збільшення концентрації натрію у плазмі крові призводить до гострого відчуття спраги. Проявами гіпернатріємії є втрата свідомості, м'язеві судоми, гіперрефлексія та кома.

## Етіологія
Гіпернатріємія є проявом дефіциту загальної кількості води тіла відносно рівня натрію. Загальна кількість натрію в організмі розглядається у порівнянні із загальним об'ємом зовнішньоклітинної рідини та його статусом: гіповолемії, еуволемії або гіперволемії. Важливо відмітити, що загальний об'єм зовнішньоклітинної рідини не є тотожнім ефективному об'єму плазми. Наприклад, зниження ефективного об'єму плазми може спостерігатись як при зниженні, так і при підвищенні загального об'єму зовнішньоклітинної рідини (наприклад, при серцевій недостатності, гіпоальбумінемії тощо).
Гіпернатріємія також часто означає порушення механізмів спраги чи обмежений доступ до води. Високий рівень смертності спостерігається у госпіталізованих пацієнтів саме через неможливість пити у відповідь на спрагу та гіперосмолярність.

## Причини
Серед причин винекнення гіпернатріємії виділяють наступні фактори:
- Гіповолемічні

1. Нерівноцінний прийом води. Як правило, спостерігається у пацієнтів, що не здатні самостійно контролювати прийом води (немовлята, люди похилого віку). Є найбільш розповсюдженою причиною гіпернатріємії.
2. Додаткова втрата рідини внаслідок деяких метаболічних порушень, що призводять до збільшення сечовиділення (цукровий діабет).[5]
3. Втрата води через підвищене потовиділення (нормальне - фізична активність; патологічне).
4. Діарея

- Еуволемічні

1. Екскреція води нирками через неадекватну продукцію вазопресину.[6]

- Гіперволемічні

1. Отруєння сіллю (часто спостерігається у дітей). [7]
2. Порушення обміну мінералкортикоїдів (наприклад, при первинному гіперальдостеронізмі).

## Діагностика та лікування
Діагностика гіпернатріємії включає вимірювання концентрації натрію у плазмі крові. У випадку, коли незважаючи на регідратацію та відкритий доступ до води рівень натрію не знижується, додатково проводиться аналіз сечі, повний біохімічний аналіз крові та аналіз на гормони кори наднирників та гіпофізу.
Основна напрямленість лікування - відновлення водного балансу, регідратація шляхом введення води перорально або внутрішньовенно (у випадку ін'єкцій - розчин декстрози). Однак різке зниження концентрації натрію може призвести до згубних наслідків. Клітини тіла адаптується до високої концентрації іонів, тому раптове її зниження призведе до дифузії води всередину клітини, що призведе до її загибелі. Дане явище може призвести до набряків у будь-якій частині тіла (в тому числі у мозку, що стане причиною нападів, пошкодження структур мозку та смерті).